# ライヒシュタイン法
ライヒシュタイン法（らいひしゅたいん ほう、英: Reichstein process）は、化学において、D-グルコースからアスコルビン酸を生産するための化学的手法と微生物的手法を組み合わせたいくつかの工程で行われる方法。この方法は、ノーベル賞受賞者のタデウシュ・ライヒスタインが、 チューリッヒのチューリッヒ工科大学（ETH）の研究室で働いていた1933年に、自身と彼の同僚によって考案された。 

## 反応工程
反応工程は次のとおり： 
- D- グルコースから D- ソルビトールへの水素化  - 高温高圧下でニッケルを触媒とした有機反応
- ソルビトールをL- ソルボースへ - pH 4-6で30℃における、アセトバクター [1]による微生物酸化または発酵
- ソルボースがジアセトン-L-ソルボース（2,3：4,6-ジイソプロピリデン-α-L-ソルボース）になる際、4つのヒドロキシル基の保護 - アセトンと酸性下でアセタールの形成による
- 過マンガン酸カリウムによる（ジプログル酸への） 有機酸化と、それに続く水での加熱により、2-ケト-L-グロン酸が得られる
- 最後の工程は、閉環または水を除去することによるガンマラクトン化[2]
- 中間体5は、酸素と白金を用いて3から直接調製することもできる

ソルビトールからソルボースへの微生物酸化（2→3）は、正しい立体化学を提供するため重要。 

## 重要性
この反応工程は特許を取得しており、1934年にホフマンラロッシュに売却された。市販のビタミンC生成物は、メルクからCebion として、またはホフマン・ラ・ロシュ社からRedoxonとして発売された。
今日においても、アスコルビン酸の生産のための工業的方法は、ライヒシュタイン法に基づくことができる。 しかし現代の方法では、ソルボースは白金触媒で直接酸化される（1942年にKurt Heyns （1908–2005）によって開発された）。この方法により、保護基の使用が回避される。特定の修飾を伴う副産物に、5-ケト-D-グルコン酸がある 。 
アスコルビン酸の、より短い工程のバイオテクノロジー合成は、1988年にGenencor InternationalとEastman Chemicalによって発表された。グルコースは、 従来の5つの反応工程と比較して、2つの工程で（2,4-ジケト-L-グロン酸中間体を介して）2-ケト-L-グロン酸に変換される 。 
新しい方法には、遺伝子組み換え細菌を用いる。 